# Bassetti (Unternehmen)
Bassetti ist eine historische Marke der italienischen Textilindustrie. Seit 2006 ist das Unternehmen Teil der Zucchi Group.

## Geschichte
Carlo Baroncini, ein Cousin der Familie Bassetti, eröffnete 1830 in Mailand einen Laden mit Tischdecken, Leinenstoffen, Taschentüchern und Servietten. 1840 wurde eine Handweberei in Rescaldina eröffnet, die expandierte.
Giovanni Bassetti, Baroncinis Cousin, stieg 1864 als 13-Jähriger nach Abschluss einer Kaufmannslehre ins Unternehmen ein. Er übernahm die Firma 1880 für 119.300 Lire. 1893 erlitt er auf einer Geschäftsreise in der Meerenge von Messina Schiffbruch, erkrankte und starb. Seine Frau, Rosa Piantanida, übernahm die Leitung der Firma. In den Folgejahren ermöglichte sie ihren Kindern eine Ausbildung in der nordfranzösischen Stadt Roubaix, einem Textilzentrum. Es wurden Webstühle nach Italien importiert, um einerseits die Produktion zu vergrößern und andererseits die Produktionskosten zu senken.
1914 gründeten die Kinder Ermete, Felice und Giovanni die Gesellschaft Giovanni Bassetti. Um Leinen und Baumwolle besser verarbeiten zu können, wurde an der Entwicklung eines künstlichen feuchten Klimas gearbeitet. Um Leinenballen in der Sonne zu bleichen, wurde die Appreturanstalt in Trezzo sull’Adda gekauft. In den Folgejahren expandierte das Unternehmen weiter und erwarb Werke in Biassono und Revello. 1922 wurde Bassetti zur juristischen Vorform einer Aktiengesellschaft (Società anonima).
Unter Mithilfe französischer Fachleute wurde das Werk Manifattura Lombarda Lino e Canapà in Origgio eröffnet.
Der älteste Bruder Giannino Bassetti baute 1930 gemeinsam mit seinen beiden Brüdern Ermete und Felize ein Vertriebsnetz mit Depots, Lagern und Verkaufsflächen in Italien. 1950 kamen erstmals fertig konfektionierte und verpackte Bettwäschegarnituren auf den Markt. Mitte der 1950er Jahre investierte Bassetti, als eine der ersten Marken, in Werbung.
Im Wirtschaftswunder der 1960er Jahre expandierte Bassetti nach Frankreich, Spanien, Österreich, Deutschland und England. In jenen Jahren wurde Bassetti das bekannteste italienische Textilunternehmen und hatte über 2.400 Mitarbeiter und 16 Filialen in verschiedenen italienischen Städten. In den siebziger Jahren expandierte Bassetti stark durch die Fusionierung mit anderen Unternehmen aus der Textilindustrie.
1980 starb Giannino Bassetti und die Söhne Piero und Sandro Gian führten das Unternehmen weiter.
Zur gleichen Zeit war die Bassetti-Gruppe auf Grund einer Finanzkrise gezwungen, einige der Unternehmensteile zu veräußern. Darunter fielen u. a. die Hanf- und Leinenmühle und die Baumwollspinnerei in Conegliano, Magnolia und Mascioni. 
Im Jahr 1985 trat Bassetti der Zucchigroup bei. Die Fusion der beiden italienischen Unternehmen zur Zucchigroup wurde 2006 abgeschlossen.